# Železniško postajališče Bajánsenye
Železniška postaja Bajánsenye je ena od manjših železniških postaj na Madžarskem, ki ima en tir. Služi naselju Bajánsenye.

## Proga
Leži na progi Ormož - Hodoš d. m. in naprej do Zalaegerszega.